# Jayden Bogle
Jayden Ian Bogle (Reading, 27 luglio 2000) è un calciatore inglese, difensore del Leeds Utd.

## Carriera

### Club
Cresciuto nei settori giovanili di Reading e Swindon Town, nel 2016 passa al Derby County. Dopo essere stato inserito nella rosa della prima squadra, il 27 settembre 2018 prolunga con i Rams fino al 2022.
Il 7 settembre 2020 viene acquistato dallo Sheffield United, con cui firma un quadriennale.

### Nazionale
Ha giocato nella nazionale inglese Under-20.

## Statistiche

### Presenze e reti nei club
Statistiche aggiornate al 21 luglio 2024.
| Stagione                | Squadra                 | Campionato              | Campionato | Campionato | Coppe nazionali | Coppe nazionali | Coppe nazionali | Coppe continentali | Coppe continentali | Coppe continentali | Altre coppe | Altre coppe | Altre coppe | Totale | Totale | Totale |
| Stagione                | Squadra                 | Comp                    | Pres       | Reti       | Comp            | Pres            | Reti            | Comp               | Pres               | Reti               | Comp        | Pres        | Reti        | Pres   | Reti   |        |
| ----------------------- | ----------------------- | ----------------------- | ---------- | ---------- | --------------- | --------------- | --------------- | ------------------ | ------------------ | ------------------ | ----------- | ----------- | ----------- | ------ | ------ | ------ |
| 2018-2019               | Derby County            | FLC                     | 40+4       | 2          | FACup+CdL       | 4+3             | 0               | -                  | -                  | -                  | -           | -           | -           | 51     | 2      |        |
| 2019-2020               | Derby County            | FLC                     | 37         | 1          | FACup+CdL       | 3+0             | 0               | -                  | -                  | -                  | -           | -           | -           | 40     | 1      |        |
| Totale Derby County     | Totale Derby County     | Totale Derby County     | 77+4       | 3          |                 | 10              | 0               |                    | -                  | -                  |             | -           | -           | 91     | 3      |        |
| 2020-2021               | Sheffield Utd           | PL                      | 16         | 2          | FACup+CdL       | 4+1             | 1+0             | -                  | -                  | -                  | -           | -           | -           | 21     | 3      |        |
| 2021-2022               | Sheffield Utd           | FLC                     | 18         | 3          | FACup+CdL       | 1+3             | 0               | -                  | -                  | -                  | -           | -           | -           | 22     | 3      |        |
| 2022-2023               | Sheffield Utd           | FLC                     | 20         | 2          | FACup+CdL       | 4+0             | 1+0             | -                  | -                  | -                  | -           | -           | -           | 24     | 3      |        |
| 2023-2024               | Sheffield Utd           | PL                      | 34         | 3          | FACup+CdL       | 1+1             | 0               | -                  | -                  | -                  | -           | -           | -           | 36     | 3      |        |
| Totale Sheffield United | Totale Sheffield United | Totale Sheffield United | 88         | 10         |                 | 15              | 2               |                    | -                  | -                  |             | -           | -           | 103    | 12     |        |
| 2024-2025               | Leeds Utd               | FLC                     | -          | -          | FACup+CdL       | -               | -               | -                  | -                  | -                  | -           | -           | -           | -      | -      |        |
| Totale carriera         | Totale carriera         | Totale carriera         | 169        | 13         |                 | 25              | 2               |                    | -                  | -                  |             | -           | -           | 194    | 15     |        |

## Palmarès
- Campionato inglese di seconda divisione: 1

Leeds Utd: 2024-2025